# Krzywin (powiat gryfiński)
Krzywin (do 1945 niem. Kehrberg) – wieś w Polsce położona w województwie zachodniopomorskim, w powiecie gryfińskim, w gminie Widuchowa, przy trasach linii kolejowej nr 273 Kostrzyn–Szczecin i drogi wojewódzkiej nr 122.
31 grudnia 2008 r. wieś miała 694 mieszkańców.
W latach 1954–1972 wieś należała i była siedzibą władz gromady Krzywin. W latach 1973–1976 miejscowość była siedzibą gminy Krzywin. W latach 1975–1998 miejscowość administracyjnie należała do województwa szczecińskiego.
W Krzywinie znajduje się przychodnia rodzinna oraz szkoła podstawowa. Wcześniej na terenie miejscowości znajdował się budynek poniemiecki szkoły podstawowej, odremontowany po wojnie służył do lat 90. jako szkoła podstawowa. Wraz z utratą przez Krzywin praw gminnych na rzecz miejscowości Widuchowa (obecnie gmina Widuchowa), budynek został wyburzony, a szkoła przeniesiona do budynku gminy, który został rozbudowany do obecnego kształtu. W tym samym czasie z powodu braku opłacalności i utraty praw gminnego ośrodka zamknięte zostały 2 banki i sklepy. Na terenie boiska piłkarskiego należącego do szkoły podstawowej w Krzywinie wybudowano nowe boisko do piłki nożnej, boisko do koszykówki oraz siatkówki w ramach projektu Orlik 2012. Miejscowa Straż Pożarna w 2006 roku obchodziła 60-lecie istnienia, zbiegło to się z otrzymaniem przez nią nowoczesnego wozu ratunkowego. Kilka lat wcześniej otrzymała nożyce hydrauliczne. Działa tutaj tartak. W miejscowości znajduje się 5 sklepów, w tym jeden odzieżowy. 
W historii miejscowości Krzywin zapisał się także młyn wodny, umieszczany na pocztówkach z przełomu XIX i XX wieku. Młyn wodny znajdował się pomiędzy miejscowością Krzywin, wówczas Kehrberg, a miejscowością Ognica. Do dziś pozostał tam jedynie fragment progu młyna i sztucznie usypana grobla. W miejscowości Krzywin znajduje się poza tym najwyższy punkt w gminie – 75 m n.p.m. W granicach miejscowości znajduje się też fragment lasu bukowego.

## Zabytki
- Kościół parafialny pw. Niepokalanego Poczęcia NMP. Obecny kościół gotycki wzniesiono na przełomie XV i XVI wieku z kamieni narzutowych i cegły, na planie czworoboku, dekorowany gotyckimi manswerkami szczyt wschodni, z drewnianą wieżą zwieńczoną hełmem z neogotycką latarnią wbudowaną w 1855 w korpus nawowy. Z dawnego wystroju zachował się barokowy ołtarz ambonowy[4].